# Diphenylstannan
Diphenylstannan ist eine zweifach phenylsubstituierte zinnorganische Verbindung. Es ist nicht zu verwechseln mit Diphenylzinn.

## Darstellung
Diphenylstannan kann durch Umsetzung von Diphenylzinndichlorid mit Diethylaluminiumhydrid in Diethylether erhalten werden.

## Reaktivität
In Gegenwart von Katalysatoren kann Diphenylzinn unter Wasserstoffabspaltung poly- oder oligomerisiert werden.